# Hercostomus flaviscutellum
Hercostomus flaviscutellum är en tvåvingeart som beskrevs av Yang 1998. Hercostomus flaviscutellum ingår i släktet Hercostomus och familjen styltflugor. Inga underarter finns listade i Catalogue of Life.